# Festival Top In Humour
Le festival Top in Humour a été créé en 2002 en Eure-et-Loir. Ses créateurs sont Dominic Le Bé (auteur, comédien et metteur en scène) et la compagnie de l’Étourdi. Ce festival est principalement ouvert aux humoristes des nouvelles générations : one-man-show, seul en scène, duos, comédies...
Nicole Ferroni est la marraine de ce festival depuis novembre 2011.

## Buts du festival
- Réhabiliter l'humour dans l'action culturelle en proposant de faire découvrir des démarches artistiques créatives. Le festival attache beaucoup d'importance à la qualité du jeu des comédiens, comme à celle de l'écriture des textes.
- Amener l'humour à la ville comme à la campagne en fédérant des salles de spectacles du circuit culturel classique et en équipant pour l'événement des salles des fêtes sans programmation spécifique.
- Défendre le spectacle vivant en surfant sur la vague de l'humour qui rassemble actuellement le grand public.

## Un événement qui fédéralise
- Des professionnels de la diffusion culturelle du département : le centre culturel Les Prairiales à Épernon, le théâtre de Chartres, le centre culturel de Lucé, les services culturels de Mainvilliers, Dreux et Chartres.
- Des communes : Luisant, Cloyes-sur-le-Loir, Saint-Prest, Gasville-Oisème, Anet...
- Des associations, comités des fêtes et structures privées : le Foyer activités rencontre (FAR) de Gasville-Oisème, les comités des fêtes d'Auneau et d'Illiers-Combray, le Petit Larris.
- Des partenaires médias et privés : le Crédit agricole Centre France, France 3 Centre-Val de Loire, L'Écho républicain, Inter Hebdo, Radio Intensité.
- Des institutions : le conseil général d'Eure-et-Loir, la région Centre-Val de Loire, la Société des auteurs et compositeurs dramatiques, la Fnac...

### La charte du festival
Top in Humour se veut professionnel, convivial avec une programmation audacieuse. Le projet a une couleur, une démarche originale, une ambiance. Les organisateurs accueillent autant les artistes que les spectateurs. Le festival n'est pas une machine à fabriquer du rire industriel. Création artistique, plaisir de la découverte, maillage des territoires, respect mutuel entre les différents acteurs du projet, autant d'objectifs essentiels pour tenter de créer un événement différent des autres.
Tous les partenaires signent cette charte. Chacun s'engage à respecter le bon fonctionnement du festival, à s'intéresser aux autres artistes et structures.

### Festival 2020
L'édition 2020 du festival se tient en novembre dans l'agglomération chartraine selon une formule plus resserrée, compte-tenu du contexte sanitaire :
- Roman Doduik à Chartres ;
- Les Goguettes à Mainvilliers ;
- Tanguy Pastureau à Luisant ;
- Soirée des humoristes perchés  : Alexis Tramoni, Sérine Ayari et Kevin Robin à Luisant ;
- Soirée Tremplins Top in humour à Luisant.

### Historique 2002-2012
2002
- "Mon Colocataire est une garce" avec Fabrice Blind et Delphine Sagot.
- "Ca sent le vécu" avec Rodolphe Le Corre et Franck Monsigny.
- Gilles Détroit
- "Place aux jeunes" avec la Cie de l’Étourdi.
- "Des nœuds dans la calvitie" avec Jean-Philippe Van Den Broeck.
- Les 2 Autres
- Fabrice & Fabrice
- Claire Gérard
- "Errare" avec la Cie de l’Étourdi.
- Vincent Roca
- "Mal de maires" Les Héliades
- Luc Antoni

2003
- "Du rififi à la morgue" avec Dominique-Pierre Devers et Isabelle Parsy
- Trinidad
- Elliot
- Patrik Cottet-Moine
- Jean-Luc Lemoine
- "Place aux jeunes" avec Dominic et Julien
- "Les coureurs" Théâtre de la valise
- Thierry Le Fèvre
- Les Wriggles
- Les têtes à claques.

2004
- Gilles Détroit dans "Qui est-ce qui me ramène ?"
- Drôle de Famille
- Les Colocs
- Les Bonimenteurs
- Guillaume Michel (Prix du Public 2003)
- Willy Rovelli
- Les Glandeurs Nature
- "Place aux jeunes" avec Dominic et Julien
- Marie Lepaux
- "Maria Bodin" avec Vincent Dubois
- Nicolas Canteloup

2005
- Isabeau de R.
- Vincent Dubois (humoriste)
- Éric et Ramzy
- Jérémy Ferrari (Prix du Public 2004)
- David
- "Errare" avec la Cie de l’Étourdi
- Volo
- Florence Foresti
- Pierre Diot (comédien)
- Gustave Parking
- Rufus
- Marco
- Arnaud Tsamere
- Guillaume Michel
- "La Valse des Fonctionnaires" avec René-Marc Guedj.

2006
- Les Versaillais
- Stéphane Duprat
- Cie Mario Ruiz
- Rachida Khalil
- Lisa Bayou
- Arnaud Cosson (Prix du Public 2005)
- Paulo
- Wally
- Fabrice Abraham
- "Mon père cet ado" avec Dominic et Wilfried
- Omar et Fred
- Muriel Steff
- "Post-it" et "J'aime beaucoup ce que vous faites" de Carole Greep
- Corbier
- Julie Ferrier

2007
- Jamel Comedy Club
- Les Sea Girls
- Jérôme Daran
- Michel Boujenah
- Les joyeux urbains
- François-Xavier Demaison
- Olivier Sauton
- Thomas VDB
- Joseph Cantalou
- Emmanuel Pallas
- Grand Manipule
- Chraz
- "Mal de maires" Les Héliades
- "Iceberg" avec Dominic et Wilfried

2008
- Manoche
- Les Comédien du Portail Sud
- Djoé
- Charlotte de Turckheim
- Jarry
- Stéphane Maillot
- Les Xomils
- Ben (humoriste)
- Yvan Challey
- Baptiste Lecaplain
- Marianne Sergent
- Joseph Cantalou
- Gaspard Proust (Prix du Public 2007)
- Trinidad
- Armelle (comédienne)
- Manuel Pratt
- Eric Toulis
- Jean-Louis Trintignant

2009
- Arnaud Ducret
- Annie Cordy
- Vérino (Prix du Public 2008)
- Frédérick Sigrist
- Arnaud Cosson
- Lamine Lezghad
- Wil & Minic
- Sébastien Giray
- Visniec dans "Petits boulots pour vieux clowns"
- Philippe Chasseloup
- Guillaume Gallienne
- Christian Gabriel et Fredy
- Michèle Bernier
- Céline Iannuci
- Michaël Grégorio
- Didier Porte
- Bernard Azimuth
- Alex et sa Guitare

2010
- Gustave Parking
- Mafia et Sentiment
- Fanny Mermet
- Jarry
- Damien Lecamp
- Olivier de Benoist
- Roland Magdane
- Jypey (Prix du Public 2009)
- Arnaud Cosson
- Régis Mailhot
- Jean-Pierre Bodin
- Cédric Chapuis
- Les Frères Taloche
- La Bande du Label H
- Frédérick Sigrist

2011
- Sophia Aram
- Nicole Ferroni (Marraine du Festival)
- Olivier Maille (Prix du Public 2010)
- Jean-Luc Lemoine
- Cédric Chartier
- Jérémy Charbonnel
- Olivier Sauton
- Jarry
- Christophe Alévêque
- Frédérick Sigrist
- Krystoff Fluder
- Yohann Métay
- Didier Porte
- Yonathan Sayada
- Olivier de Benoist
- Christophe Bertin
- Christian Gabriel et Fredy
- Topick
- Emilie Chertier
- Léa Lando
- Kayo

2012
- Les Kicékafessa
- Thierry Marquet
- Gachu et Nervé
- Myriam Baroukh
- Alex Ramirès
- Nicolas Meyrieux
- Baptiste Lecaplain, Mustapha El Atrassi, Willy Rovelli, Charlotte Gabris
- Jérémy Ferrari
- Alexandre Barbe
- Choc Frontal (humour)
- Jonathan Lambert
- Alex Lutz
- Élisabeth Buffet
- Mémé Casse-Bonbon
- Bernard Mabille

## Le festival propose également « Les Tremplins des P'tits Rieurs »
Pour accueillir les jeunes humoristes, Top In Humour met en place « Les Tremplins des P'tits Rieurs ». Neuf artistes sont sélectionnés chaque année, ils se retrouvent sur trois plateaux en ouverture de soirées. C'est le public qui choisit les meilleures prestations. Les gagnants des plateaux se retrouvent dans une finale programmée à la fin du festival. Les spectateurs choisissent « Le P'tit Rieur » de l'année. Ce dernier gagne sa place dans la programmation de l'année suivante. Un jury composé de professionnels décerne également un prix : le Prix du Jury.

### Historique 2003-2011
- 2003 : Guillaume Michel (Prix du Public), Nicolas Le Bossé, Ludovic Souquet-Basiège, Eric Bodin, Les Couzins, Wilfried Rochard, Arnaud Lamarcq.
- 2004 : Jérémy Ferrari (Prix du Public), Mustapha El Atrassi, Eric et Cyril, Franck Vent de Val, Nicolas Le Bossé, Piglou et Ludo, Robinson.
- 2005 : Arnaud Cosson (Prix du Public), Wilfried Rochard, Paul Séré, Jocelyne Pitkhaye, Julien de Ruyck, Alexis Macquart, Stéphane Duprat.
- 2006 : Lalouch, Delphine Mc Carty, Olivier Sauton (prix SACD), Stéphane Pursang, Anne Tappon, Djoé (Prix du Public), Thierry Tortellier.
- 2007 : Thierry Tortellier, Orty, L'homme de Bérardino, Paul Séré, Pascal Grégoire, Benjamin, Lauréline Kuntz, Gaspard Proust (prix du public et de la SACD), Jean Lou de Tapia.
- 2008 : Jérôme Loic, Juliette Fournis, Sim et Flo, Vérino, Sébastien Giray, Frédérick Sigrist (Prix de la SACD), Adrien Benech, Lamine Lezghad (Prix du Public), Béatrice Facquer.
- 2009 : Jypey (Prix du public et de la SACD), Donel Jack'sman, Manuela Gross, Emmanuelle Fernandez, Jennifer Kerner, Christophe Delort, Arek Gurunian, Esta Webster, Riky.
- 2010 : Olivier Maille (Prix du public et du jury), Michaël Bièche (prix du jury), Vincent Leroy, Sony Chan, Macha Robine, Stéphanie Pasterkamp, Thomas Chambé, Bani Desdieux.
- 2011 : Jérémie Déthelot, Aurélia Hascoat, Thierry Marquet (Prix du Public), Jérémy Charbonnel (Prix du jury), Mattéo La Capria, Amandine Gay, Marine Baousson, Jérémie Bénoliel, Sébastien Lhomme, Christine Berrou.